# René Rhinow
René Rhinow (Bazel, 29 december 1942) is een Zwitsers hoogleraar en politicus voor de Vrijzinnig-Democratische Partij (FDP/PRD) uit het kanton Basel-Landschaft. Hij was tevens voorzitter van het Zwitserse Rode Kruis.

## Biografie
René Rhinow behaalde in 1970 een doctoraat in de rechten aan de Universiteit van Bazel. In 1978 behaalde hij aan deze universiteit ook een habilitatie. Van 1978 tot 1981 was hij er privaatdocent en van 1982 tot 2006 gewoon hoogleraar publiekrecht. In de periodes 1985-1965, 1993-1994 en 2000-2001 was hij decaan van de rechtsfaculteit.
Hij zetelde van 30 november 1987 tot 5 december 1999 in de Kantonsraad, waarvan hij van 30 november 1998 tot 5 december 1999 voorzitter was. Van 2001 tot 2011 was hij voorzitter van het Zwitserse Rode Kruis, een functie waarin hij werd opgevolgd door Annemarie Huber-Hotz.